# Квебекское общество современной музыки
Квебекское общество современной музыки (фр. Société de musique contemporaine du Québec, SMCQ) — канадская общественная организация, созданная в Монреале в 1966 году в целях распространения и популяризации мировой и канадской современной классической музыки. Занимается организацией концертов и музыкальных фестивалей и поддержкой композиторов, включая заказы новых произведений. Под эгидой общества действуют Ансамбль SMCQ (с 1968 года), октет Midi-Ensemble и Трио SMCQ (оба с 1990 года).

## История
Квебекское общество современной музыки основано в Монреале в 1966 году по инициативе Вильфрида Пеллетье, тогдашнего директора отдела музыки министерства культуры Квебека. Основателями общества стали Жан Папино-Кутюр, Маривон Кендержи, Серж Гаран, Хью Дэвидсон. Жан Валлеран и Пьер Меркюр. В уставе сообщества его целью указаны распространение и популяризация современной классической музыки. Первоначально все финансирование организации исходило от министерства культуры Квебека. но в дальнейшем к числу спонсоров общества добавились Совет Канады и Совет по искусству Большого Монреаля.
Уже в декабре 1966 года в Монреале состоялся первый концерт, организованный SMCQ. В его рамках прозвучали произведения Пьера Булеза, Р. М. Шафера, Брюса Матера и Сержа Гарана. В дальнейшем серии концертов под эгидой общества стали ежегодными. К 2004 году в концертах SMCQ прозвучали более 900 произведений композиторов XX века, в том числе впервые — более 100 работ, непосредственно заказанных их авторам, в основном канадцам, Квебекским обществом. В 1968 году основана Инструментальная группа Монреаля (с 1971 года — Ансамбль SMCQ). Дирижером этого коллектива традиционно является художественный директор SMCQ. В 1982 году Совет Канады по музыке признал Ансамбль SMCQ ансамблем года. В 1990 году в дополнение к основному ансамблю были сформированы еще два музыкальных коллектива — октет Midi-Ensemble и Трио SMCQ. Помимо коллективов SMCQ, в ежегодных концертах общества принимают участие приглашенные исполнители и музыкальные группы.
На рубеже веков SMCQ также начало заниматься организацией крупномасштабных музыкальных фестивалей и представлений, привлекавших интерес международной аудитории. Среди таких мероприятий было Millennium Symphony. Это шоу, в подготовке которого участвовали 19 композиторов, было представлено 40-тысячной аудитории в оратории Святого Иосифа в Монреале и признано событием года Советом Квебека по музыке.

## Руководители
С момента основания общества пост художественного директора в нем занимали канадские композиторы:
- Серж Гаран (1966—1986)
- Жиль Трамбле (1986—1988)
- Вальтер Будро (1988—2022)
- Ана Соколович (с 2022)[3]